# Station Chudobín
Železniční zastávka Chudobín (Nederlands: Spoorweghalte Chudobín) is een station in de Tsjechische gemeente Mladeč, in het dorp Sobáčov. Het station ligt aan spoorlijn 274 (die van Litovel naar Mladeč loopt). Het station is onder beheer van de SŽDC en wordt bediend door stoptreinen van de České Dráhy. Naast het station Chudobín zelf, liggen ook de stations Mladeč jeskyně en Mladeč in de gemeente Mladeč. In tegenstelling tot wat de naam doet vermoeden ligt het station niet in de stad Litovel, in het dorp Chudobín, maar in het nabijgelegen dorp Sobáčov in de gemeente Mladeč.
Litovel předměstí ↔ Chudobín ↔ Mladeč jeskyně ↔ Mladeč